# Lombard Péter
Lombard Péter (? – 1165 után), spliti érsek (1161–1165).

## Élete
Lombard Péter 1161-ben, Absalom érsek halálát követően került a spliti egyház élére. Előéletéről annyi ismert, hogy 1161 előtt az umbriai Narni püspöke volt. Spalatói Tamás leírása szerint igen művelt egyházfő volt, aki különösen jártas volt az orvostudományban. Lombard Péter szoros kapcsolatot ápolt a magyar királyi udvarral, erre utal az is, hogy miután Bizánc elfoglalta a magyar hatalom alatt lévő dalmáciai területeket, elhagyta a hivatalát és Magyarországra menekült. Spalatói Tamás szerint Székesfehérváron temették el halála után.